# Ivica Zubac
Ivica Zubac (Mostar, 18 marzo 1997) è un cestista croato con cittadinanza bosniaca di ruolo centro, professionista in NBA con i Los Angeles Clippers.

## Biografia
Zubac è nato a Mostar in Bosnia-Erzegovina e cresciuto a Čitluk, città bosniaca al confine con la Croazia. Ha quindi la doppia cittadinanza, anche se lui si identifica al 100% come croato.

## Caratteristiche tecniche
Di ruolo centro, è abile a giocare in post, in pick and roll, ed è abile a difendere al ferro.

## Carriera

### Europa (2013-2016)
Tra il 2013 e il 2016 ha militato tra Croazia e Serbia: cresciuto nel Cibona Zagabria, oltre ad avere giocato un anno in prestito allo Zrinjevac Zagabria, nel 2016 ha militato nel Mega Leks.

### NBA (2016-)

#### Los Angeles Lakers (2016-2019)
Il 23 giugno 2016 venne selezionato al Draft NBA dai Los Angeles Lakers come seconda scelta del secondo giro, risultando essere la 32ª scelta assoluta. Fece il proprio debutto in NBA il 3 novembre 2016 nella partita vinta per 123-116 in trasferta contro gli Atlanta Hawks, in cui lui partì titolare a sorpresa al posto dell'infortunato Timofej Mozgov. La mossa fu sorprendente in quanto la riserva designata di Mozgov è Tarik Black, che in quella gara venne relegato al ruolo di subentrante. Zubac comunque giocò 18 minuti mettendo a segno 6 punti. Durante il mese di novembre venne spedito in D-League ai Los Angeles D-Fenders, squadra affiliata agli stessi Lakers. Il 18 gennaio 2017 mise a referto 11 punti e 13 rimbalzi nella sconfitta in casa per 127-121 contro i Denver Nuggets, realizzando la prima doppia doppia della sua carriera. Il 26 gennaio 2017 segnò 12 punti nella gara persa 105-98 in trasferta contro i Portland Trail Blazers. Nella partita successiva persa per 96-88 in casa degli Utah Jazz Zubac segnò 16 punti in 26 minuti partendo dalla panchina. Il 1º febbraio 2017, sempre partendo dalla panchina, segnò 17 punti nella gara vinta in casa per 120-116 contro i Denver Nuggets. Dal mese di marzo, con Mozgov fuori causa per infortunio, Zubac ha disputato buona parte delle restanti partite della stagione dei gialloviola da titolare.
Nella stagione successiva Zubac ha giocato solo 43 partite (appena 5 in più dell'anno passato), avendo minore minutaggio e venendo assegnato spesso in G-League ai South Bay Lakers.
La stagione 2018-2019 per Zubac inizia in salita: con l'arrivo della stella NBA LeBron James e l'arrivo del compagno di ruolo JaVale McGee e successivamente (a novembre) Tyson Chandler come centri, Zubac viene messo in fondo alle rotazioni; in dicembre, a seguito dell'infortunio di McGee, viene rimesso nelle rotazioni addirittura come titolare della squadra (per quanto sia stato principalmente usando in uscita dalla panchina). Il 25 dicembre 2018, nella sfida di Natale, contro i Golden State Warriors parte titolare e mette a segno 18 punti e consegnando 11 rimbalzi (andando così in doppia doppia) risultando importante per il successo dei gialloviola contro gli Warriors per 127-101. Il 17 gennaio segna il proprio career-high di punti mettendone a referto 26 contro gli Oklahoma City Thunder (in cui ha raccolto anche 12 rimbalzi).
Il 2 febbraio 2019 subisce una frattura al dito.

#### Los Angeles Clippers (2019-)
Il 7 febbraio 2019 viene ceduto all'altra squadra di Los Angeles, ovvero i Clippers, insieme a Michael Beasley in cambio di Mike Muscala. Ai Clippers entra nel quintetto base sin da subito rimpiazzando il tagliato Marcin Gortat. Tra l'altro, il 29 marzo, Jerry West (dirigente dei Clippers ed ex gloria dei Lakers) non credeva che i gialloviola gli avessero offerto Zubac. Grazie anche a lui i Clippers sono arrivati ai playoffs, e in gara-3 (pur persa per 132-105 dai losangelini) ha messo a referto 18 punti (di cui 16 nel quarto quarto) e 15 rimbalzi. Durante la serie ha giocato 4 gare con la squadra eliminata a gara-6.
Il 7 luglio 2019 ha rinnovato il suo contratto coi Clippers di 4 anni.

### Nazionale
Dopo avere rappresentato le selezioni giovanili under-16, under-18 e under-19 della Croazia, nel giugno 2018 venne convocato per la prima volta in nazionale maggiore, contribuendo ai successi contro Italia e Romania nelle qualificazioni ai mondiali 2019 segnando nelle 2 gare rispettivamente 12 e 20 punti. In settembre venne nuovamente convocato per le qualificazioni ai mondiali, e la cosa non fece comunque piacere ai Lakers visto che 1 mese dopo sarebbe iniziata la stagione NBA.

## Statistiche

### NBA

#### Regular Season
| Anno      | Squadra       | PG  | PT  | MP   | TC%  | 3P%  | TL%  | RP   | AP  | PRP | SP  | PP   |
| --------- | ------------- | --- | --- | ---- | ---- | ---- | ---- | ---- | --- | --- | --- | ---- |
| 2016-2017 | L.A. Lakers   | 38  | 11  | 16,0 | 52,9 | 0,0  | 65,3 | 4,2  | 0,8 | 0,4 | 0,9 | 7,5  |
| 2017-2018 | L.A. Lakers   | 43  | 0   | 9,5  | 50,0 | 0,0  | 76,5 | 2,8  | 0,6 | 0,2 | 0,3 | 3,7  |
| 2018-2019 | L.A. Lakers   | 33  | 12  | 15,6 | 58,0 | -    | 86,4 | 4,9  | 0,8 | 0,1 | 0,8 | 8,5  |
| 2018-2019 | L.A. Clippers | 26  | 25  | 20,2 | 53,8 | -    | 73,3 | 7,7  | 1,5 | 0,4 | 0,9 | 9,4  |
| 2019-2020 | L.A. Clippers | 72  | 70  | 18,4 | 61,3 | 0,0  | 74,7 | 7,5  | 1,1 | 0,2 | 0,9 | 8,3  |
| 2020-2021 | L.A. Clippers | 72  | 33  | 22,3 | 65,2 | 25,0 | 78,9 | 7,2  | 1,3 | 0,3 | 0,9 | 9,0  |
| 2021-2022 | L.A. Clippers | 76  | 76  | 24,4 | 62,6 | -    | 72,7 | 8,5  | 1,6 | 0,5 | 1,0 | 10,3 |
| 2022-2023 | L.A. Clippers | 76  | 76  | 28,6 | 63,4 | 0,0  | 69,7 | 9,9  | 1,0 | 0,4 | 1,3 | 10,8 |
| 2023-2024 | L.A. Clippers | 68  | 68  | 26,4 | 64,9 | -    | 72,3 | 9,2  | 1,4 | 0,3 | 1,2 | 11,7 |
| 2024-2025 | L.A. Clippers | 80  | 80  | 32,8 | 62,8 | -    | 66,1 | 12,6 | 2,7 | 0,7 | 1,1 | 16,8 |
| Carriera  | Carriera      | 584 | 451 | 23,0 | 61,6 | 8,3  | 72,6 | 8,1  | 1,4 | 0,4 | 1,0 | 10,2 |

#### Play-off
| Anno     | Squadra       | PG | PT | MP   | TC%  | 3P% | TL%  | RP   | AP  | PRP | SP  | PP   |
| -------- | ------------- | -- | -- | ---- | ---- | --- | ---- | ---- | --- | --- | --- | ---- |
| 2019     | L.A. Clippers | 4  | 3  | 9,8  | 50,0 | -   | 66,7 | 5,5  | 0,3 | 0,5 | 0,5 | 5,0  |
| 2020     | L.A. Clippers | 13 | 13 | 24,6 | 56,4 | -   | 81,1 | 7,2  | 0,6 | 0,2 | 0,8 | 9,1  |
| 2021     | L.A. Clippers | 17 | 7  | 17,7 | 59,6 | -   | 79,6 | 5,8  | 0,4 | 0,1 | 0,7 | 6,3  |
| 2023     | L.A. Clippers | 5  | 5  | 26,0 | 56,7 | -   | 75,0 | 9,6  | 0,6 | 0,6 | 0,2 | 9,2  |
| 2024     | L.A. Clippers | 6  | 6  | 32,0 | 60,0 | -   | 65,0 | 9,3  | 1,0 | 0,8 | 0,5 | 16,2 |
| 2025     | L.A. Clippers | 7  | 7  | 36,6 | 65,9 | -   | 53,8 | 10,1 | 2,3 | 0,7 | 1,0 | 17,4 |
| Carriera | Carriera      | 52 | 41 | 23,8 | 59,7 | -   | 72,8 | 7,5  | 0,8 | 0,4 | 0,7 | 9,8  |

#### Massimi in carriera
- Massimo di punti: 32 vs Denver Nuggets (19 gennaio 2022)[30]
- Massimo di rimbalzi: 29 vs Indiana Pacers (27 novembre 2022)
- Massimo di assist: 10 vs Houston Rockets (10 aprile 2025)
- Massimo di palle rubate: 3 (5 volte)
- Massimo di stoppate: 7 vs Oklahoma City Thunder (25 ottobre 2022)
- Massimo di minuti giocati: 41 vs Detroit Pistons (26 dicembre 2022)

### G League
| Anno      | Squadra          | PG | PT | MP   | TC%  | 3P%  | TL%  | RP  | AP  | PRP | SP  | PP   |
| --------- | ---------------- | -- | -- | ---- | ---- | ---- | ---- | --- | --- | --- | --- | ---- |
| 2016-2017 | L.A. D-Fenders   | 14 | 14 | 30,1 | 58,4 | 36,4 | 82,9 | 9,8 | 1,3 | 0,1 | 1,0 | 15,8 |
| 2017-2018 | South Bay Lakers | 14 | 14 | 29,9 | 61,0 | 16,7 | 86,0 | 9,1 | 1,7 | 0,5 | 2,1 | 21,7 |
| Carriera  | Carriera         | 28 | 28 | 30,0 | 59,9 | 29,4 | 84,6 | 9,4 | 1,4 | 0,3 | 1,6 | 18,8 |

## Palmarès
- NBA All-Defensive Team: 1

Second Team: 2025